# Petal
Petal és una població dels Estats Units a l'estat de Mississipi. Segons el cens del 2007 tenia 10.617 habitants.

## Demografia
Segons el cens del 2000, Petal tenia 7.579 habitants, 2.979 habitatges, i 2.079 famílies. La densitat de població era de 302,6 habitants per km².
Dels 2.979 habitatges en un 34,9% hi vivien nens de menys de 18 anys, en un 50,4% hi vivien parelles casades, en un 15,2% dones solteres, i en un 30,2% no eren unitats familiars. En el 26,6% dels habitatges hi vivien persones soles el 13% de les quals corresponia a persones de 65 anys o més que vivien soles. El nombre mitjà de persones vivint en cada habitatge era de 2,52 i el nombre mitjà de persones que vivien en cada família era de 3,05.
Per edats la població es repartia de la següent manera: un 27,2% tenia menys de 18 anys, un 9,8% entre 18 i 24, un 28,9% entre 25 i 44, un 19,6% de 45 a 60 i un 14,6% 65 anys o més.
L'edat mediana era de 34 anys. Per cada 100 dones de 18 o més anys hi havia 82,9 homes.
La renda mediana per habitatge era de 29.637$ i la renda mediana per família de 35.343$. Els homes tenien una renda mediana de 27.500$ mentre que les dones 20.741$. La renda per capita de la població era de 13.996$. Entorn de l'11,9% de les famílies i el 15% de la població estaven per davall del llindar de pobresa.

## Poblacions més properes
El següent diagrama mostra les poblacions més properes.